# (35152) 1993 FG51
1993 FG51 (asteroide 35152) é um asteroide da cintura principal. Possui uma excentricidade de 0.17451690 e uma inclinação de 4.84913º.
Este asteroide foi descoberto no dia 19 de março de 1993 por UESAC em La Silla.